# Tŕnie
Tŕnie (in ungherese Zólyomternye) è un comune della Slovacchia facente parte del distretto di Zvolen, nella regione di Banská Bystrica.